# درو: مردی پشت پوستر
درو: مردی پشت پوستر (انگلیسی: Drew: The Man Behind the Poster) فیلمی آمریکایی در سبک مستند است که در سال ۲۰۱۳ منتشر شد.

## موضوع فیلم
درو استروزان یکی از شناخته‌شده‌ترین و مهم‌ترین طراحان پوستر فیلم‌های سینمایی است. این مستند به بررسی سیر زندگی و فعالیت هنری این طراح مشهور می‌پردازد.